# Szilárd Vereș
Szilárd Vereș (n. 27 ianuarie 1996, Cluj-Napoca, România) este un fotbalist român, care joacă pe post de mijlocaș la Csíkszereda în Liga a II-a.

## Onoruri
Miercurea Ciuc
- Liga III : 2018-19

## Legături  externe
- Szilárd Vereș pe RomanianSoccer.ro și StatisticsFootball.com
- Profilul lui Szilárd Veres pe Soccerway